# Jüdische Gemeinde Wachbach
Die Jüdische Gemeinde in Wachbach, einem Stadtteil von Bad Mergentheim im Main-Tauber-Kreis in Baden-Württemberg, entstand im Mittelalter und existierte bis zur Zeit des Nationalsozialismus.

## Geschichte

### Historische Entwicklung der jüdischen Gemeinde
In Wachbach bestand nach Überlieferungen wohl schon im 13. Jahrhundert eine jüdische Gemeinde, was sich jedoch urkundlich nicht belegen lässt. Nachweisbar geschahen Aufnahmen von Juden 1495 durch den Deutschen Orden und am Anfang des 16. Jahrhunderts unter den Herren von Adelsheim. Im Zusammenhang mit dem Revolutionsjahr 1848 kam es in Wachbach zu schweren Ausschreitungen. Die höchste Zahl jüdischer Einwohner in Wachbach bestand 1844 mit 218 Personen, danach kam es zu einem kontinuierlichen Rückgang. Die jüdische Gemeinde Wachbach besaß die Synagoge Wachbach. Bis Anfang der 1930er-Jahre gab es in Wachbach noch einen Spezereiladen und eine Viehhandlung im Besitz jüdischer Familien. Stellenausschreibungen (beispielsweise Religionslehrer, Vorbeter und Schächter) erfolgten über das Bezirksrabbinat Mergentheim, dem die jüdische Gemeinde Wachbach zugeordnet war. 1933 lebten noch acht jüdische Personen in Wachbach. 1935 wurde die jüdische Gemeinde Wachbach aufgelöst.

### Opfer des Holocaust
Von den jüdischen Personen, die in Wachbach geboren wurden oder längere Zeit im Ort wohnten, kamen in der Zeit des Nationalsozialismus die folgenden Personen beim Holocaust nachweislich ums Leben: Amalie Friedberger (1868), Klara Guggenheim (1859), Josef Schloßberger (1899), Palma (Betty, Blümle) Schloßberger (1894), Lena Stern geb. Schloßberger (1863), Betty Strauß geb. Schönberger (1875), Jette Wertheimer (1879) und Maria (Marie, Marianne) Wertheimer (1874).